# 피터 다미안

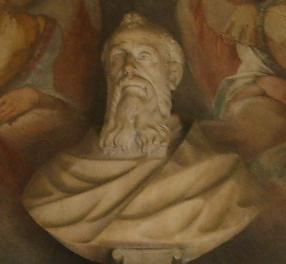

피터 다미안(Peter Damian, 라틴어: Petrus Damianus, 이탈리아어: Pietro 또는 Pier Damiani, c. 1007 – 1072년 또는 1073년 2월 21일 또는 22일)은 이탈리아의 개혁 베네딕토회 수도사이자 교황 레오 9세의 추기경이었다. 단테는 그를 아시시의 프란시스(Francis of Assisi)의 위대한 전임자로 파라디소(Paradiso)의 가장 높은 계층 중 한 곳에 두었고 1828년 9월 27일에 교회 박사로 선포되었다. 축일은 2월 21일이다.

## 어린시절
피터는 1007년경 라벤나에서 크지만 가난한 귀족 가문의 막내로 태어났다. 일찍 고아가 된 그는 처음에는 형에게 입양되었는데, 형은 그를 돼지치기로 고용하면서 그를 학대하고 먹이를 주지 않았다. 몇 년 후, 라벤나의 대제사장이었던 또 다른 형제 다미아누스가 그를 불쌍히 여겨 교육을 받기 위해 데려갔다. 자신의 이름에 형의 이름을 더해, 베드로는 처음에는 라벤나에서, 그 다음에는 파엔차에서, 마지막으로 파르마 대학교에서 신학과 교회법 연구에서 파르마와 라벤나의 유명한 교사로 급속한 발전을 이루었다.

## 같이 보기
- 안셀무스 칸투아리엔시스

## 참고문헌
- 본 문서에는 현재 퍼블릭 도메인에 속한 브리태니커 백과사전 제11판의 내용을 기초로 작성된 내용이 포함되어 있습니다.